# Электропроводящие краски
"Электропроводящие краски" - это функциональные краски, которые после печати проводят электричество. Переход краски из жидкого состояния в твердое может включать в себя сушку, нагрев или плавление.
Эти краски могут быть классифицированы как твердые красочные системы для печати способом InkJet  или как густые полимерные системы, при помощи которых наносят или печатают электронные схемы на разные виды материалов, таких как полиэстер или бумага. Данные типы красок обычно содержат в своем составе электропроводящие материалы, например, порошковое или хлопьевидное серебро, карбонсодержащие, а также полимерсодержащие материалы. Благодаря высокой проводимости металлов, краски на их основе широко используются в печатной электронике. Их способность к агломерации является очень важным фактором.

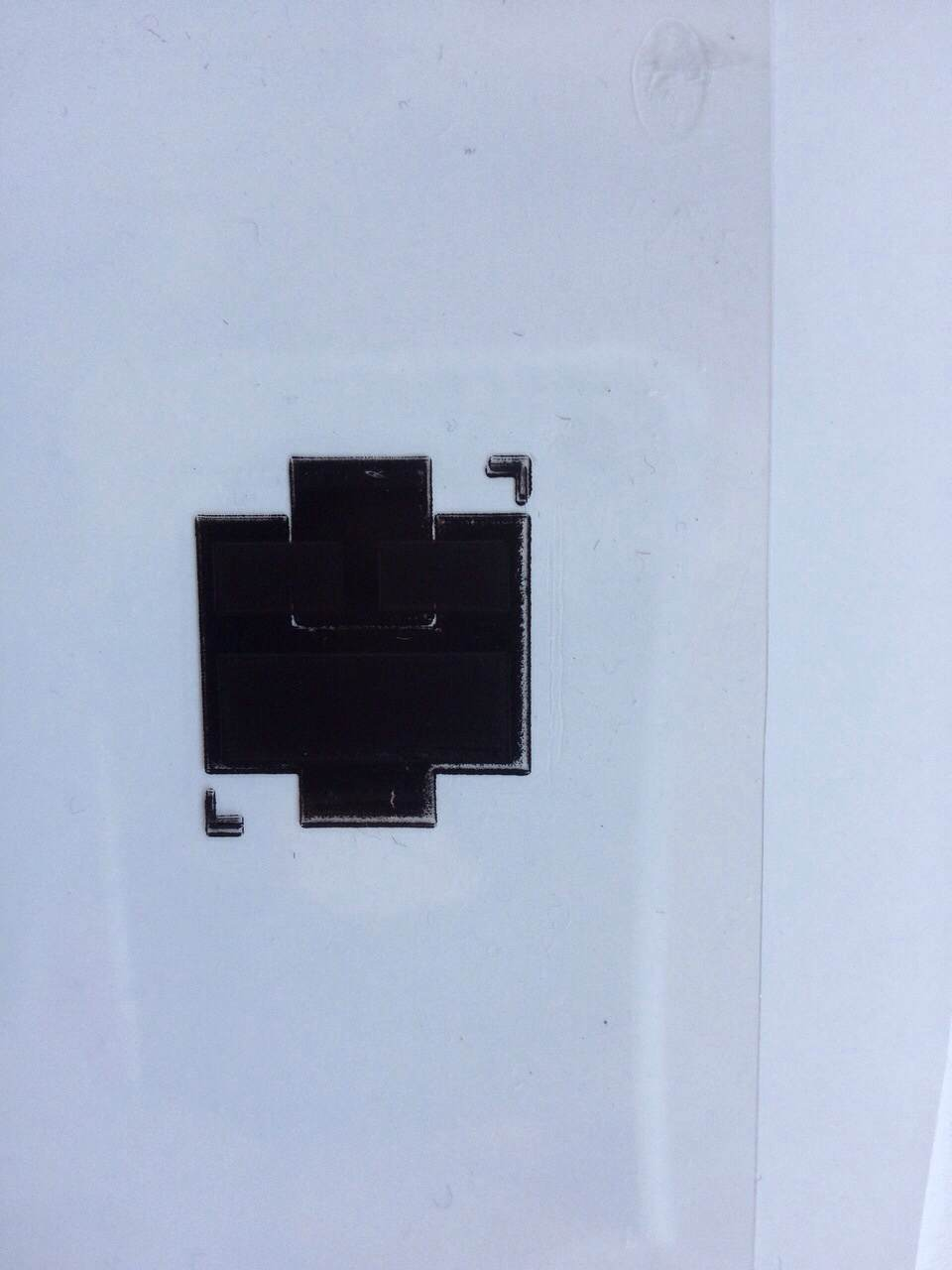
Сенсор, напечатанный при помощи электропроводящих красок

Электропроводящие краски в большинстве случаев являются более экономичным способом изготовления электронных схем по сравнению с традиционными технологиями, а именно, гравировка меди из медьсодержащих субстратов, по причине того, что печать является безотходным или почти безотходным процессом, не требующим последующей переработки и утилизации.
Серебросодержащие краски широко используются при печати RFID антенн, которые применяются в современных проездных билетах, также могут быть использованы для импровизации или ремонта печатных электронных схем. Компьютерные клавиатуры состоят из мембран с печатными схемами, реагирующими при нажатии кнопок. Нагреватели для лобовых стекол, состоящие из резистивных линий, также напечатаны при помощи электропроводящих красок. На большинстве задних стекол в современных автомобилях используются напечатанные электропроводящие схемы, которые служат как антенны для радиопередачи.

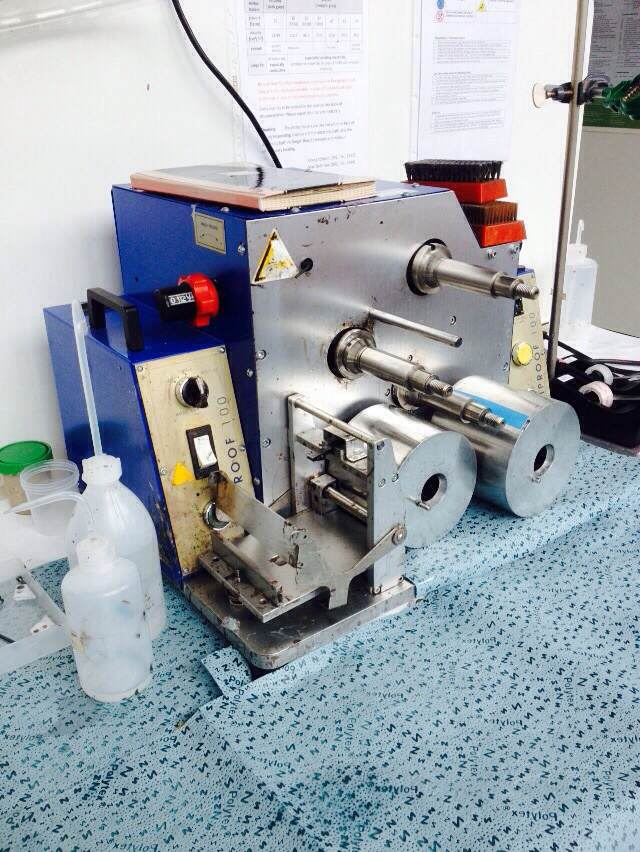
Флексографская печатная машина

Бумага и пластик, используемые как субстраты для печати, имеют важные характеристики, а именно высокую сопротивляемость и эластичность, которые, в свою очередь, влияют на качество проводимости печатных компонентов, вызывая проблемы, связанные с надежностью устройств. Соответственно, данные материалы используются в ограниченном числе приложений, где важна эластичность, а также отсутствуют детали, прикрепленные на лист.